# مقاطعة حافلات بريستول
كانت مقاطعة حافلات بريستول عام 1963 نتيجةً لرفض شركة بريستول أومنيبوس توظيف طاقم حافلات من السود أو الآسيويين في مدينة بريستول في إنجلترا بالمملكة المتحدة. كان هناك تمييز عنصري واسع النطاق، بشكل عام في المدن البريطانية الأخرى في ذلك الوقت، في الإسكان والتوظيف ضد الملونين. بقيادة العامل الشاب بول ستيفنسون ومجلس تنمية الهند الغربية، استمرت مقاطعة حافلات الشركة من قبل سكان بريستول لمدة أربعة أشهر حتى تراجعت الشركة ونقضت سياستها التمييزية للفصل في الحافلات.
لفتت المقاطعة الانتباه الوطني للتمييز العنصري في بريطانيا، وكانت الحملة مدعومة من قبل السياسيين الوطنيين، مع تدخلات قامت بها مجموعات كنسية والمفوض السامي لترينيداد وتوباغو. اعتبر البعض أن مقاطعة حافلات بريستول كانت مؤثرة في إقرار قانون العلاقات العرقية لعام 1965 الذي جعل التمييز العنصري غير قانوني في الأماكن العامة وقانون العلاقات العرقية لعام 1968، الذي مدد الأحكام لتشمل العمالة والسكن.

## الخلفية
كان في بريستول في أوائل الستينيات ما يقدر بثلاثة آلاف شخص من أصول غرب هندية، بعضهم خدم في الجيش البريطاني خلال الحرب العالمية الثانية وبعضهم هاجر إلى المملكة المتحدة مؤخرًا. عاش عدد كبير منهم في محيط شارع المدينة في سانت بولس. عانى هؤلاء السكان من التمييز في الإسكان والتوظيف، وواجه بعضهم عنفًا من قبل عصابات تيدي بوي من الشباب البيض البريطانيين. أنشأ هذا المجتمع كنائسه وجمعياته، بما في ذلك جمعية غرب الهند، والتي بدأت في العمل كهيئة تمثيلية.
كان من أبرز مظالمهم التمييز العنصري (الفصل في الحافلات) الذي تديره شركة بريستول أومنيبوس، التي كانت شركة مؤممة مملوكة لحكومة المملكة المتحدة منذ عام 1950، وشغلتها شركة النقل القابضة. على الرغم من وجود نقص في الأيدي العاملة في الحافلات، إلا أن عروض توظيف السود من الشركة رُفضت بصفتهم أطقم حافلات، رغم أنهم كانوا يعملون في وظائف منخفضة الأجر في ورش العمل وفي المقاصف. أنتجت صحيفة بريستول إيفنينج بوست وويسترن دايلي برس عدة حلقات عن التمييز العنصري والتي ألقت إدارة الشركة باللوم فيها على نقابة عمال النقل العامة، والتي كانت تمثل عمال الحافلات. أنكر مسؤولو الاتحاد المحلي وجود أي حاجز لوني، لكن في عام 1955 مررت مجموعة الركاب التابعة لنقابة عمال النقل العامة قرارًا بعدم استخدام العمال الملونين كأطقم حافلات. وذكر أندرو هاكي، أمين بعثة بريستول الصناعية، قائلاً: «قالت نقابة عمال النقل العامة في المدينة إنه إذا خطا رجل أسود على منصة الحافلة بصفته قاطع تذاكر، فإن كل الحافلات ستتوقف».
كان اهتمام عمال الحافلات، بصرف النظر عن العنصرية، هو وجود مصدر تنافسي جديد للعمل يمكن أن يخفض دخلهم. كانت الأجور مدفوعات منخفضة والعمال يعتمدون على العمل الإضافي للحصول على أجر جيد. وقال أحد أصحاب المتاجر: «كان الناس يخشون أن تدفق أشخاص من مكان آخر سيؤدي إلى تقليل أرباحهم المحتملة».

## الصدام

### المقاطعة
شكل أربعة شباب من غرب الهند، وهم روي هاكيت وأوين هنري وأودلي إيفانز وبرين براون مجموعة عمل، أطلق عليها فيما بعد اسم مجلس تنمية غرب الهند. كانوا غير راضين عن عدم إحراز تقدم في مكافحة التمييز من قبل جمعية غرب الهند. التقى أوين هنري بول ستيفنسون، الذي كان والده من غرب أفريقيا، وكان قد التحق بالجامعة. قررت المجموعة أن يكون ستيفنسون المتحدث باسمهم. أجرى ستيفنسون اختبارًا لإثبات وجود شريط الألوان من خلال ترتيب مقابلة مع شركة الحافلات لصالح غاي بيلي، وهو رجل تخزين شاب وموظف في منظمة بويز بريدج. عندما أخبر ستيفنسون الشركة أن بيلي كان من غرب الهند، ألغيت المقابلة. قرر النشطاء، مستوحين رفض روزا باركس التخلي عن مقعدها على متن حافلة في ولاية ألاباما ومقاطعة حافلات مونتغمري التي تلت ذلك في الولايات المتحدة في عام 1955، مقاطعة الحافلات في بريستول.
أعلن عن هذا الإجراء في مؤتمر صحفي في 29 أبريل 1963. في اليوم التالي، ادعوا أن أيًا من سكان المدينة الذين ينحدرون من غرب الهند لم يستخدموا الحافلات وأن الكثير من البيض دعموها. في مقال افتتاحي، أشارت صحيفة بريستول إيفنينغ بوست إلى أن نقابة عمال النقل العامة عارضت نظام الفصل العنصري في جنوب أفريقيا وتساءلت عمّا يفعله قادة النقابات العمالية لمواجهة العنصرية في صفوفهم. عندما سأل الصحفيون شركة الحافلات عن المقاطعة، قال إيان باتي المدير العام:
"قد يعني ظهور الطواقم الملونة سقوطًا تدريجيًا للموظفين البيض. إنها لحقيقة أن شركة نقل لندن توظف موظفين ملونين لديهم حتى مكاتب تجنيد في جامايكا ويدعمون أجور موظفيهم الجدد الملونين في بريطانيا. ونتيجة لذلك، تتناقص كمية عمل البيض بشكل مطرد في مترو أنفاق لندن. لن تحصل على رجل أبيض في لندن يعترف بذلك، ولكن أي منهم سينضم إلى خدمة قد يجد نفسه يعمل فيها تحت إمرة عامل ملون؟ أنا أفهم أنه في لندن، أصبح الرجال الملونون متعجرفين وغير مهذبين، بعد أن وُظفوا لعدة أشهر.

### الدعم
قام طلاب من جامعة بريستول بمسيرة احتجاجية إلى محطة الحافلات والمقر الرئيسي لنقابة عمال النقل العامة في الواحد من مايو، والتي اجتذبت فرقًا من طاقم الحافلات أثناء مرورها وسط المدينة، وفقًا للصحافة المحلية. اتصل النائب المحلي توني بين بزعيم حزب العمل آنذاك هارولد ويلسون، الذي تحدث ضد التمييز العنصري في تجمع لحركة مناهضة الفصل العنصري في لندن. في 2 مايو، تحدث عضو حزب العمل المحلي ألدرمان هنري هينيسي عن التواطؤ الظاهر بين إدارة شركة الحافلات واتحاد عمال النقل لإبقاء الحاجز اللوني. في 3 مايو، هددته مجموعة العمل الحاكمة في مجلس المدينة بطرده، رغم خدمته المتفانية لأكثر من أربعين عامًا.
كما أدان توني بن وفينر بروكواي ولاعب الكريكيت السابق لير قسطنطين شركة الحافلات. كان قسطنطين آنذاك يشغل منصب المفوض السامي لترينيداد وتوباغو. كتب قسطنطين رسائل إلى شركة الحافلات وإلى ستيفنسون وتحدث ضد التمييز العنصري للصحفيين عندما حضر مباراة الكريكيت بين جزر الهند الغربية وجلوسترشاير في أرض ملعب المدينة، والتي جرت في الفترة من 4 إلى 7 مايو. رفض فريق جزر الهند الغربية دعم المقاطعة علانيةً، قائلاً إن الرياضة والسياسة لا تختلطان ببعضهما. خلال المباراة، وزع الأعضاء المحليون في حملة مناهضة الحاجز اللوني منشورات تحث المشاهدين على دعم هذا الحدث.
رفض الفرع المحلي لنقابة عمال النقل العامة مقابلة وفد من مجلس التنمية في غرب الهند، واندلعت حرب كلامية على نحو متزايد في وسائل الإعلام المحلية. أقنع رون نيتركوت، السكرتير الإقليمي لجنوب غرب الاتحاد، بيل سميث وهو عضو أسود في نقابة عمال النقل العامة، بالتوقيع على بيان دعا إلى مفاوضات هادئة لحل النزاع. أدان البيان ستيفنسون لتسببه بضرر محتمل على سكان المدينة السود والآسيويين. شنت نيثركوت هجومًا على ستيفنسون في صحيفة ديلي هيرالد، ووصفته بأنه غير أمين وغير مسؤول. وأدى ذلك إلى قضية تشهير في المحكمة العليا، والتي منحت ستيفنسون الأضرار والتكاليف في ديسمبر 1963.
أطلق مجلس كنائس بريستول محاولة للوساطة قائلًا: «نأسف بشدة لأن ما قد يكون صراعًا عرقيًا ممتدًا ناشئًا عن هذه القضية قد أنشئ عن قصد من قبل مجموعة صغيرة من الهنود الغربيين الذين اعترفوا بأنهم ممثلون. نأسف أيضًا للحقيقة الواضحة المتمثلة في أن المخاوف الاجتماعية والاقتصادية من جانب بعض الأشخاص البيض كان من المفترض أن تضع شركة حافلات بريستول في وضع يصعب فيه تحقيق المُثُل المسيحية للعلاقات العرقية».
انتُقد هذا بواسطة روبرت دافيسون، المسؤول في المفوضية العليا لجامايكا، الذي صرح بأنه «من غير المنطقي وصف مجموعة من الهنود الغربيين بأنها غير تمثيلية عندما لا توجد هيئة تمثيلية من غرب الهند».
في تجمع يوم مايو، الذي عقد يوم الأحد 6 مايو في إيستفيل، انتقد أعضاء مجلس بريستول للتجارة علنًا نقابة عمال النقل العامة. نظم بول ستيفنسون، في نفس اليوم، مظاهرة إلى كنيسة القديسة ماري ريدكليف، ولكن الإقبال عليها كان ضعيفًا. قال بعض الهنود الغربيين المحليين لا ينبغي لهم تعكير الأجواء، ووفقًا لروي هاكيت، فإنهم يخشون أن يلحق بهم الأذى. أدى الصدام إلى ما وُصف كأحد أكبر أكياس البريد التي تلقتها صحيفة بريستول إيفنينج بوست على الإطلاق، إذ كتب المساهمون دعمًا لكلا جانبي القضية.

## النتيجة
تجاهلت النقابة ومؤسسة المدينة العمالية وأسقف بريستول، أوليفر ستراتفورد تومكينز، ستيفنسون وحاولوا العمل مع بيل سميث من نقابة عمال النقل العامة لحل النزاع. واصل ليار قسطنطين دعمه للحملة، إذ التقى مع فرانك كوسينز عمدة مدينة بريستول، رئيس نقابة عمال النقل العام. بالإضافة إلى ذلك، ذهب إلى الشركة الأم لشركة بريستول أومنيبوس، شركة النقل القابضة، وأقنعهم بإرسال مسؤولين للتحدث مع النقابة. قال رئيس الشركة قسطنطين أن الحاجز اللوني ليس سياسة الشركة. استمرت المفاوضات بين شركة الحافلات والنقابة لعدة أشهر حتى عُقد اجتماع جماعي لخمسمئة عامل حافلة في 27 أغسطس لإنهاء حاجز الألوان. في 28 أغسطس 1963، أعلن إيان باتي أنه لن يكون هناك مزيد من التمييز في توظيف أطقم الحافلات. في نفس اليوم ألقى مارتن لوثر كينغ خطابه الشهير «لدي حلم» في مسيرة واشنطن. في 17 سبتمبر، أصبح راغب سينج، وهو من السيخ، أول موصل للحافلات من خارج مدينة بريستول. وبعد بضعة أيام انضم إليه جامايكي وباكستانيان.

## ما بعد الحادثة
في عام 1965، أقر برلمان المملكة المتحدة قانون العلاقات العرقية، الذي جعل التمييز العنصري غير قانوني في الأماكن العامة. وأعقب ذلك قانون العلاقات العرقية لعام 1968 الذي مدد الأحكام لتشمل الإسكان والتوظيف. وقد ذكر البعض أن سن هذا التشريع قد تأثر بمقاطعة حافلة بريستول. وقال روبرت فيركايك، مراسل الشؤون القانونية لصحيفة الإندبيندنت: «لولا جهود السيد ستيفنسون، لكان من الصعب على حكومة هارولد ويلسون التي شكلها حزب العمل أن تضع أول قوانين مناهضة التمييز في بريطانيا». في عام 2003، كجزء من شهر التاريخ الأسود، بث راديو بي بي سي 4 برنامجًا عن المقاطعة.
أصدر يونايت، خليفة نقابة عمال النقل العام، اعتذارًا في فبراير 2013. وقال لورنس فيركلوث، سكرتير النقابة في الجنوب الغربي عن موقف النقابة في ذلك الوقت: «كان هذا غير مقبول تمامًا. يمكنني أن أتقبل إحساس الظلم والألم الذي كان موجودًا بسبب ما حدث في بريستول كل تلك السنوات الماضية».

## الاعتراف
في عام 2009 ، تم تعيين ستيفنسون ضابطًا بموجب وسام الإمبراطورية البريطانية، لدوره في تنظيم مقاطعة الحافلات. حصل بيلي وهاكيت أيضًا على ذات الوسام.